# Symfonie nr. 7 (Gade)
Niels Gade voltooide zijn Symfonie nr. 7 in 1865.
De symfonie had Gades “oorlogssymfonie” kunnen worden. Hij schreef het merendeel gedurende de maanden augustus en september 1864, toen het wel duidelijk was dat de Denen het onderspit zou delven in de Tweede Duits-Deense Oorlog. Men schatte later in dat het scherzo pas uit de pen kwam een maand voor de eerste uitvoering. Gade schreef aan zijn schoonzuster al dat het een levendig klinkende symfonie was, die in het geheel niets met de oorlog te maken had, noch met de schuldige politici. Die oorlog kreeg nog wel een staartje voor deze symfonie. Deze werd voor het eerst uitgevoerd in Leipzig door het Gewandhausorchester, maar niet onder leiding van de componist. Nu stond Carl Reinecke te dirigeren. Gade bleef veilig in Denemarken waar hij op 8 maart 1865 de baton hanteerde voor zijn Musikforeningen. De symfonie werd vlak daarna uitgegeven door Breitkopf & Härtel.
De symfonie heeft een Nederlands tintje; het is opgedragen aan de Maatschappij ter bevordering der Toonkunst, die hem net tot erelid had benoemd. 
De symfonie heeft vier delen:
1. Allegro risoluto
2. Andante
3. Scherzo: Allegro vivace
4. Finale: Allegro vivace

Gade schreef het werk voor
- 2 dwarsfluiten, 2 hobo’s, 2 klarinetten, 2 fagotten
- 4 hoorns, 2 trompetten, 3 trombones
- pauken,
- violen, altviolen, celli, contrabassen